# Broadway–Livingston Avenue Historic District
Koordinaten: 42° 39′ 28″ N, 73° 44′ 53″ W

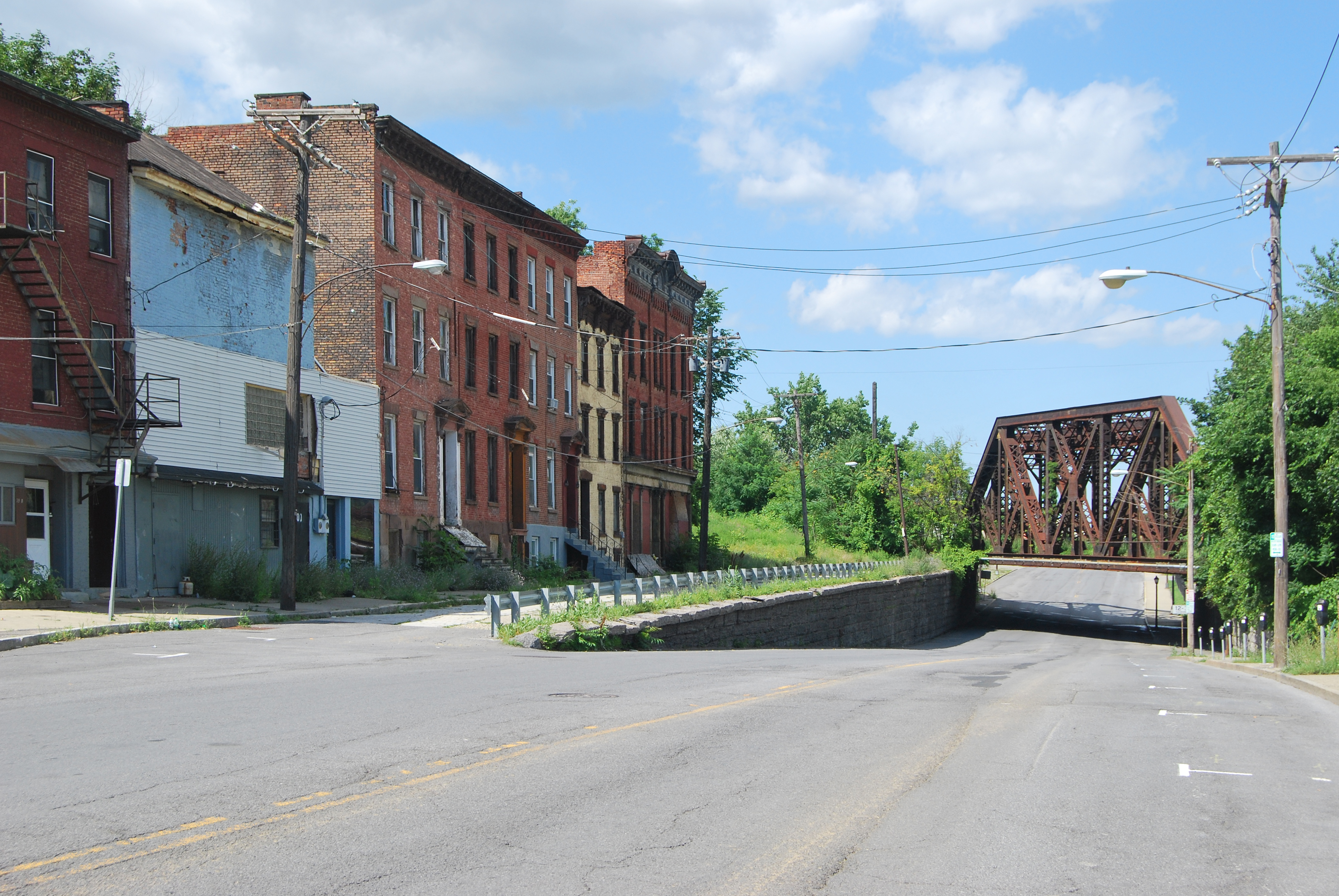
Blick entlang des Broadway nach Norden, 2011

Der Broadway–Livingston Avenue Historic District ist eine Denkmalschutzzone an der Kreuzung der Straßen Broadway und Livingston Avenue in Albany im US-Bundesstaat New York. Er umfasst 20 Gebäude, die alle als beitragend gelten sowie eine Eisenbahnbrücke mit Warren-Truss-Fachwerk. 1988 wurde das Gebiet als Historic District ausgewiesen und in das National Register of Historic Places aufgenommen.
Es handelt sich hierbei um die einzige intakte Konzentration von Wohn- und Geschäftsarchitektur des 19. Jahrhunderts am Broadway nördlich der Bebauung des Downtown Albany Historic District. Die meisten dieser Gebäude sind zwei- oder dreistöckige Reihenhäuser, zwischen denen Backsteingeschäftshäuser vergleichbarer Größe stehen. Die Gebäude wurden zwischen 1829 und 1876 erbaut, einer Zeit, in der das Viertel als östlicher Endpunkt des Eriekanals stark prosperierte. Die Eisenbahnbrücke wurde 1900 errichtet, um an der Colonie Street die New York Central Railroad über den Broadway zu führen.
Infolge von Programmen zur Stadterneuerung wurde ein Großteil der Umgebung abgerissen, bevor der historische Distrikt ausgewiesen wurde. Viele der Gebäude im Distrikt waren zu jenem Zeitpunkt in einem schlechten Zustand, und einige von ihnen wurden seitdem ebenfalls niedergerissen, sodass einige Grundstücke ungenutzt sind. Die verbliebenen Bauten weisen Spuren des Stadtverfalls auf.

## Geschichte
Von der Zeit ihrer Gründung 1686 an und den größten Teil des 18. Jahrhunderts hindurch belegte die Stadt Albany ein nur kleines Gebiet, das mit der heutigen Downtown übereinstimmt und von einer Palisade umgeben war. Nach der Gründungsurkunde der Stadt erstreckte sich die Stadt nordwärts eine Meile (1609 Meter) über die Stadtbefestigung hinaus bis dahin, wo sich heute die Clinton Avenue befindet. Das Land nördlich davon befand sich im Eigentum der Familie van Rensselaer, die seit der niederländischen Kolonisierung in dem Gebiet das Sagen hatte.
Im Jahr 1764 ließ Stephen van Rensselaer II das Gebiet nördlich von Albany vermessen und ein Gitternetz festlegen, an dem sich die zukünftigen Straßen ausrichteten. Das Land wurde parzelliert und verkauft. Es wurde ursprünglich als Town of Colonie konstituiert. Innerhalb von zwei Jahrzehnten hatten sich tausend Bewohner hier niedergelassen, und 1815 überzeugte man die City of Albany dazu, Colonie zu annektieren. Colonie wurde zum Fifth Ward von Albany.
Für die nächsten zehn Jahre blieb dies die einzige Veränderung. 1825 wurde der Eriekanal fertiggestellt, und der östliche Endpunkt des rund 580 langen Wasserweges befand sich da, wo die Colonie Street auf den Hudson River trifft. Die Stadt erbaute an der Stelle einen großen Hafenbezirk und das Viertel am North Broadway begann zu wachsen. Es wurde als lumber district bezeichnet, weil Bauholz, dessen Einschlag in den Adirondacks und in Western New York erfolgte, einen Großteil der Fracht ausmachte, die über den Kanal nach Albany verschifft wurde. Neue Bautätigkeit umfasste sowohl Sägemühlen, wo das antransportierte Holz verarbeitet wurde, als auch die Wohnhäuser derjenigen, die durch die Sägewerke und den Schiffstransport wohlhabend wurden. Das nicht mehr bestehende Stadthaus 788 Broadway wurde in dieser frühen Periode erbaut und schon bald eröffnete ein Geschäft für Lebensmittel und Gemischtwaren im Erdgeschoss des Hauses.

### Beginn des Eisenbahnverkehrs
Die Eisenbahn, die bald nach dem Bau des Kanals Albany erreichte, wirkte sich ebenfalls auf das Gebiet aus. Mit der Eröffnung der Mohawk and Hudson Railroad 1831 wurde zwischen Albany und Schenectady nahm eine der ersten dampfbetriebenen Eisenbahnen in den Vereinigten Staaten den Personenbetrieb auf. In den ersten zehn Jahren wurden die Personenwagen, die auf dem Fluss hinauf nach Albany transportiert worden waren, auf die steilen Hügel an der State Street geschafft und dort auf die Gleise nach Schenectady gesetzt. 1844 wurde die Bahnstrecke auf ihre heutige Trasse entlang der flacher verlaufenden Schlucht am Patroon Creek verlegt. Ein großer Verladekomplex wurde in der Nähe errichtet, um Fracht von Zügen auf Boote und Fähren umzuladen und am Ostufer erneut in Züge zu verladen. Die notwendigen Arbeiter ließen sich in dem Viertel nieder, und kleine Gewerbebetriebe, die der Versorgung der Bewohner dienten, eröffneten in Gebäuden wie 802 Broadway.
Eines dieser früh gebauten Häuser, das nicht mehr bestehende Haus 799 Broadway, wurde 1863 in eine Polizeistation umgewandelt, was das Wachstum des Viertels widerspiegelt. Nach dem Sezessionskrieg wurde eine Brücke gebaut, was die wirtschaftliche Bedeutung des Viertels etwas reduzierte, obwohl etwa zu jener Zeit das Geschäftshaus 810–812 Broadway gebaut wurde. Der Verkehr auf dem Eriekanal wurde durch Verbesserungen im Eisenbahnverkehr verdrängt. Im Jahr 1900 wurde die Fachwerkbrücke aus Eisen gebaut. Der Brückenbau war Teil eines Projekts, bei dem das Eisenbahnnetz der Stadt umfassend umgestaltet wurde. Eine neue Brücke über den Hudson River ersetzte die frühere, und in der Downtown wurde die Union Station errichtet. Der Abriss der Station am Broadway, um Platz für den neuen Bahnhof zu schaffen und die Verfüllung des Kanals, der verlegt wurde, um größere Schiffe aufnehmen zu können, nahm dem Stadtviertel sein wirtschaftliches Zentrum.
Das Stadtviertel erlebte im Lauf des 20. Jahrhunderts einen wirtschaftlichen Niedergang, und die meisten Gebäude außerhalb des heutigen historischen Distriktes wurden im Rahmen eines Stadterneuerungsprogrammes in den 1960er und 1970er Jahren abgerissen. Seit seiner Aufnahme in das National Register gingen weitere Bauwerke verloren.

## Geographie
Der historische Distrikt ist ein 3,5 Acre (rund 1,3 Hektar) großes, unregelmäßig geformtes Gebiet, das Grundstücke auf beiden Seiten der beiden Straßen, die dem historischen Distrikt den Namen gaben, nördlich und westlich ihrer gemeinsamen Kreuzung, einschließlich der Nordseite der Colonie Street an der Eisenbahnbrücke, aber ohne diese Kreuzung selbst. Der Distrikt liegt nördlich der Downtown Albanys, also etwa dort, wo die dichter bebauten Stadtviertel mit ihren großen Geschäfts-, Wohn- und Verwaltungsgebäuden durch die Wohnviertel mit ihrer zweistöckigen Bebauung abgelöst werden. In Richtung Osten fällt das Land ab hin zum Ufer des etwa 500 m entfernt liegenden Hudson River.
In Richtung Westen steigt das Gelände langsam an in Richtung Pearl Street (New York State Route 32), wo die Church of Holy Innocents, die ebenfalls in das National Register eingetragen ist, an der Kreuzung mit der Colonie Street an den historischen Distrikt grenzt. Westlich von ihr befindet sich der ausgedehnte Arbor Hill Historic District–Ten Broeck Triangle. Auf der anderen Seite der Pearl Street befindet sich ein moderner Wohnhauskomplex mit zwei Hochhäusern und zahlreichen zweistöckigen Apartmentgebäuden. Ein Block weiter südlich steht die Broadway Row, bestehend aus vier Backsteinreihenhäusern, die ebenfalls im National Register eingetragen ist.
Am südlichen Ende schließt der historische Distrikt die vier Anwesen der Livingston Street direkt westlich der Kreuzung mit dem Broadway ein. Auch die auf der Westseite des Broadway liegenden Grundstücke bis einschließlich der zweiten Parzelle südlich der Kreuzung mit der Colonie Street gehören zum Distrikt. Dann verläuft dessen Grenze entlang der Abzweigungsspur, die den niveaugleichen Linksabbiegeverkehr in die Colonie Street aufnimmt, während der Broadway selbst hinunterführt, unter der Brücke hindurch, ein wenig nördlich des Verlaufes der früheren Bahntrasse. Von hier hat sie auf einem unregelmäßigen Verlauf entlang eines Parkplatzes, knickt dann nach Süden und überquert die Colonie Street und folgt dieser Nach Westen und dann am Broadway erneut nach Süden. Nachdem hier einige der Parzellen auf der Ostseite der Straße eingeschlossen wurden, wechselt die Distriktgrenze die Straßenseite und kehrt an ihren Ausgangspunkt zurück.
Innerhalb des historischen Distrikts sind die Westseite des Broadway und die Südseite der Livingston Street bebaut, meist mit Bahnsteingebäuden (mit Ausnahme von 69 Livingston Street, dessen Fachwerk aus der Zeit der historischen Signifikanz des Distriktes stammt, jedoch eine Fassadenverkleidung aus Aluminium aufweist). Der östliche Teil des historischen Distriktes besteht nunmehr aus unbebauten Grundstücken, ebenso das Gebiet um die Eisenbahnbrücke. Eine Baumreihe flankiert die Bahnstrecke.

## Signifikante Bauwerke
Von den ursprünglich 20 Gebäuden des historischen Distriktes sind nur noch elf vorhanden. Hinzu kommt die Eisenbahnbrücke.
- 70 and 72 Livingston Avenue. Diese beiden identischen zweieinhalbstöckigen klassizistischen Gebäude bildeten einst eine Häuserreihe aus vier Gebäude und sind die ältesten noch bestehenden Häuser des Distrikts. Sie datieren aus der Zeit um 1840.[2]
- 810–812 Broadway. Das dreistöckige Gebäude im Italianate-Stil wurde 1872 erbaut und ist das am aufwendigsten gestaltete der verbliebenen Gebäude des Distrikts. Von einem Gesims oberhalb der Ladenfront im Erdgeschoss erheben sich zwei Backsteinpilaster über die beiden oberen Stockwerke. Sie flankieren das mittlere der fünf Joche aufweisenden Fassade des Gebäudes. Kragsteine unterstützen das aufwendig geformte Gesims an der Dachtraufe.[2]
- Railroad Bridge, über dem Broadway an der Colonie Street. Diese aus Metall gebaute Fachwerkbrücke trug ursprünglich vier Gleise, heute sind drei davon noch vorhanden. Das Bauwerk setzt sich aus drei vernieteten Warren-Gittern zusammen, die auf steinernen Widerlagern ruhen. Die Träger liegen unterhalb des Decks, auf dem die Gleiste verlaufen. Heute verkehren Personenzüge des von Amtrak betriebenen Empire Service und Güterzüge von CSX Transportation über die Brücke, die im Eigentum von CSX steht. Als die Brücke in den Distrikt mit aufgenommen wurde, gehörte sie Conrail. Conrail hatte Einwände gegen die Aufnahme geltend gemacht.[2]

Unter den abgerissenen Gebäuden des historischen Distriktes war das klassizistische Stadthaus 788 Broadway wegen seiner geriffelten dorischen Säulen in antis bemerkenswert. An seiner Dachtraufe befand sich ein Gesiems und ein Fries mit Mäandermotiven. Das 1829 erbaut Haus war bis zu seiner Demolierung das älteste Gebäude innerhalb des historischen Distriktes.
Auf der anderen Straßenseite stand auf der heutigen Brachfläche 799 Broadway. Dieses Gebäude wurde 1863 wesentlich verändert, als es in eine Polizeiwache umgewandelt wurde. Der zugrundeliegende Bau mit drei Stockwerken und vier Jochen aus dem Jahr 1835 im klassischen Stil blieb zwar bestehen, erhielt jedoch eine Ergänzungen im Italianate-Stil. Der Bogen des Haupteingangs war ursprünglich, doch die eisernen Fensterbänke, die Paneelen des Frieses und das dreiteilige Gesims mit den aufwendigen Kragsteinen wurden zu dem Zeitpunkt hinzugefügt. Eine Brüstung aus Backsteinen und das Schieferdach wurden ein Jahrzehnt danach ergänzt. Noch später, in den Anfangsjahren des 20. Jahrhunderts, wurden die Eingangsstufen entfernt und durch einen Eingang auf Straßenniveau ersetzt sowie im Erdgeschoss große Fenster eingebaut.